# 邓之诚

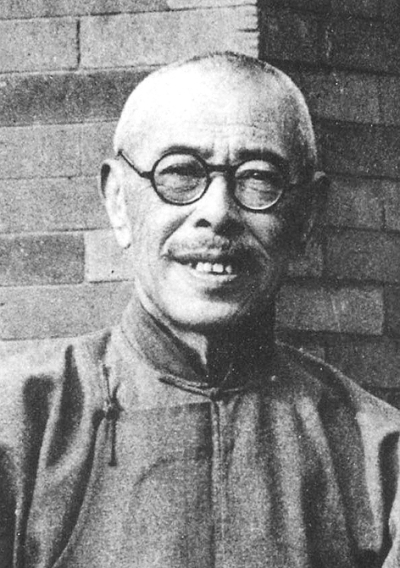
邓之诚

邓之诚（1887年11月19日—1960年1月6日），字文如，号明斋，又号五石斋，江苏江宁（南京）人，中华民国及中华人民共和国历史学家。

## 生平
幼入私塾，隨父亲到雲南任所，習六代史。1903年，考入雲南兩級師範學堂。1907年畢業後，担任滇報社編輯。1910年，任昆明第一中學堂史地教員。武昌起義後，仍然兼報社工作，宣傳革命。1917年，應北京大學聘请任教授。到北京後，被國史編纂處任命爲民國史纂輯員。後来又兼任北平《新晨報》社總編輯。1927年起，專任北京大學史学系教授，兼任北平师范大学、北平大学女子文理学院、燕京大学史学教授。1931年起，专任燕京大学历史系教授，讲授中国通史和秦汉、魏晋南北朝、隋唐、明清各断代史。其间，曾经兼任北平师范大学、辅仁大学史学课程。1941年遭到日军逮捕。1945年燕京大学复校，回到燕京大学任教，支持学生的爱国运动。1952年院系调整，以北京大学历史系教授的身份全薪退休。曾任中国科学院哲学社会科学部历史考古专门委员。
邓之诚培育出许多文史学者，如黄现璠、王重民、朱士嘉、谭其骧、王钟翰等等。
1960年1月6日逝世，享年73岁。1960年1月10日安葬在北京东北义园。

## 著作
《中华二千年史》、《清诗纪事初编》、《骨董琐记全编》等。

## 延伸阅读
- 王锺翰、邓同合著，邓文如传略，中国当代社会科学家，1983年第4期。
- 王锺翰、邓嗣禹、周一良合著，邓之诚传，中国史学家评传·第3册，1985年
- 邓之诚:"旧学"风范